# Rue Marie-Rose
Rue Marie-Rose är en gata i Quartier du Petit-Montrouge i Paris 14:e arrondissement. Rue Marie-Rose, som börjar vid Rue du Père-Corentin 22 och slutar vid Rue Sarrette 23, är uppkallad efter en fastighetsägare i grannskapet.
Revolutionären Vladimir Lenin bodde med sin hustru Nadezjda Krupskaja på Rue Marie-Rose nummer 4 från 1909 till 1912.

## Omgivningar
- Couvent Saint-François de Paris
- Hôpital Sainte-Anne
- Musée Lenine

## Bilder
| - Couvent Saint-François. - Rue Marie-Rose nummer 4. |

## Kommunikationer
- Tunnelbana – linje  – Alésia
- Busshållplats Douanier Rousseau – Paris bussnät, linje BIEVRES

### Webbkällor
- ”Rue Marie-Rose”. Mairie de Paris. http://www.v2asp.paris.fr/commun/v2asp/v2/nomenclature_voies/Voieactu/6004.nom.htm. Läst 1 mars 2021.
- ”Rue Marie-Rose”. Les rues de Paris. https://www.parisrues.com/rues14/paris-14-rue-marie-rose.html. Läst 1 mars 2021.